# Moonlight (Ted-Herold-Lied)
Moonlight ist ein Schlager von Ted Herold aus dem Jahr 1960. Er wurde von Fini Busch (Text) und Werner Scharfenberger (Musik) geschrieben und hat sich zum Evergreen entwickelt.

## Entstehungsgeschichte
Die Aufnahme von Moonlight entstand am 14. April 1960 in Wien unter der Produktionsregie von Gerhard Mendelson. Anders als Herolds vorangegangenen Titel, die oft Coverversionen amerikanischer Rocksongs darstellten, handelte es sich um eine Ballade über die Einsamkeit, der eine einfache Instrumentation vom Orchester des Komponisten Werner Scharfenberger zugrunde liegt. Herold wird von dem Frauen-Trio Gloria-Sisters (mit Vita Andrea Horn, alias Heidi Prien) begleitet, angeführt von Stella Jones. Das Arrangement im leichten Jazz-Stil stammt von Hans Salomon, der hier Altsaxophon spielt.

## Erfolg
Die Single Moonlight / 1:0 (Polydor #NH 24207) wurde im Mai 1960 auf der achten Single Ted Herolds veröffentlicht. Die romantische Schlagerballade belegte ab 1. August 1960 für einen Monat den ersten Rang in Deutschland und wurde über 500.000 Mal verkauft, womit die Single in Deutschland zu den meistverkauften deutschsprachigen Schlagern zählt. Der Zeitschrift Automaten-Markt zufolge rangierte Herolds Ballade auf Platz sechs der meistgespielten Singles in Musikautomaten (Jukebox). Ab 19. Juli 1960 notierte ihn auch die Jugendzeitschrift Bravo als Rangersten. In den Bravo-Jahrescharts 1960 belegte Moonlight mit 397 Punkten den dritten Rang. Sie blieb Herolds erfolgreichster Song, einziger Nummer-eins-Hit und wurde auch seine Erkennungsmelodie. Der Titel brachte ihm 1988 seine zweite goldene Stimmgabel ein.

## Coverversionen
Der Song wurde bereits 1960 für verschiedene Plattenlabel gecovert, unter anderem von Bob Gerry & Die Evelyn Sisters mit dem Orchester Werner Thomson (LP Das Klingende Schlageralbum 1960; Bertelsmann #31718) und Rockie Jackson (dem Wiener Erhard Jungnickl; Moonlight / Alle Mädchen wollen küssen; Elite-Special #9977). Babaloo coverten den Song als Teil eines 1983 erschienenen Medleys, Andreas Holm griff den Titel 1985 auf.